# Krisztustövis
A krisztustövis (Paliurus spina-christi) a rózsavirágúak (Rosales) rendjébe, ezen belül a bengefélék (Rhamnaceae) családjába tartozó faj.
Nemzetségének a típusfaja.

## Előfordulása
A krisztustövis eredeti előfordulási területe Dél- és Délkelet-Európa, valamint Ázsia nyugati felének a középső része. Európában az elterjedése Franciaországtól és Spanyolországtól kezdve Olaszországon és Görögországon keresztül, egészen Romániáig és Törökországig tart. Elszigetelődött állománya él a Krím félszigeten. Ázsiában Törökország, Szíriától, Iraktól és a Dél-Kaukázustól Pakisztánig található meg. Magyarországra, Észak-Afrika középső térségébe és Texasba betelepítette az ember.

## Megjelenése
Fásszárú, lombhullató, kétlaki növény. Vadon körülbelül 3-4 méter magasra nő meg, dísznövényként is tartják.

## Életmódja
Trópusi, szubtrópusi és mérsékelt éghajlaton egyaránt előfordul.

## Egyéb
A hagyomány szerint tüskés ágaiból fonták Jézus fejére a töviskoronát.

## Képek

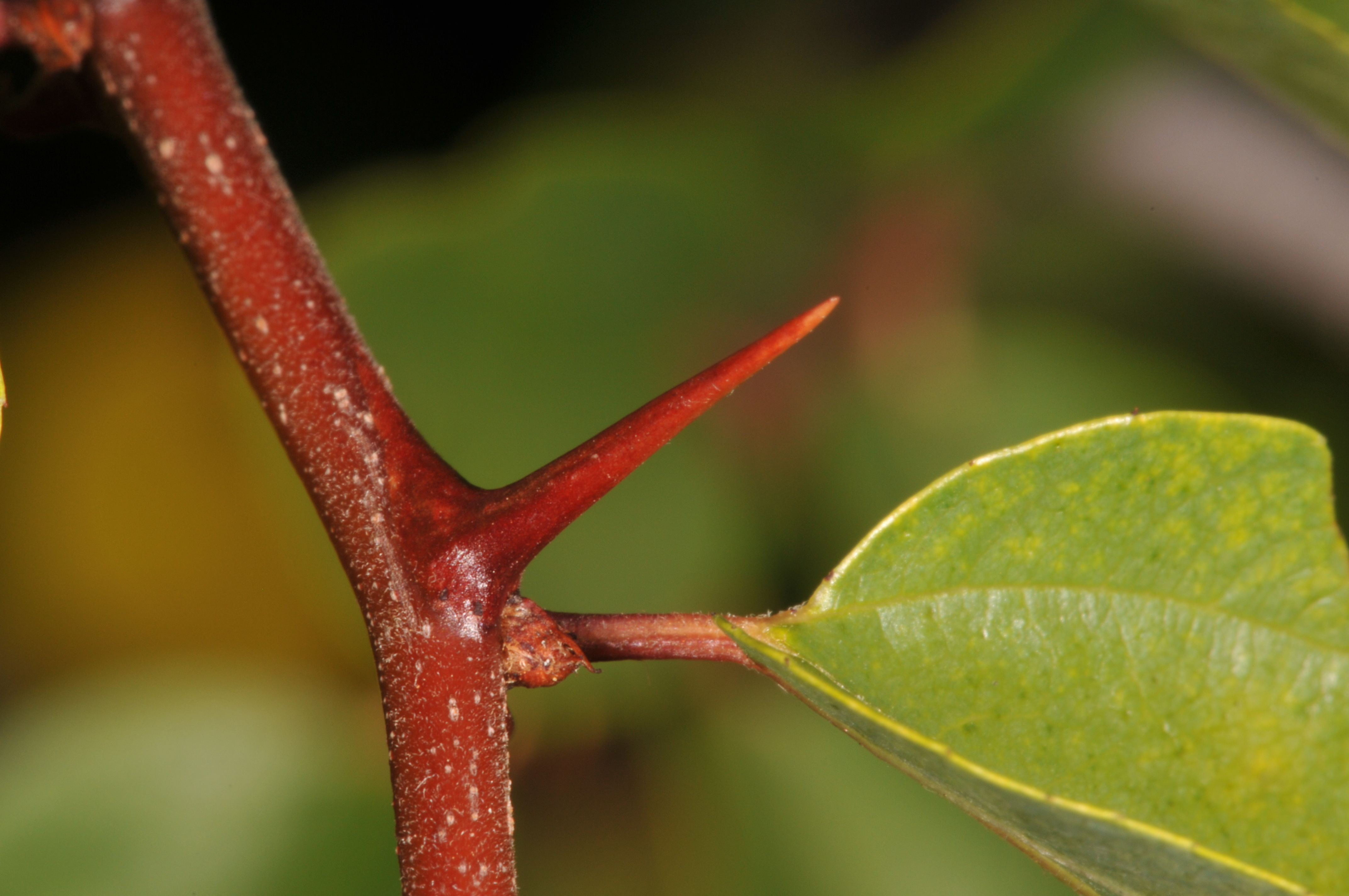
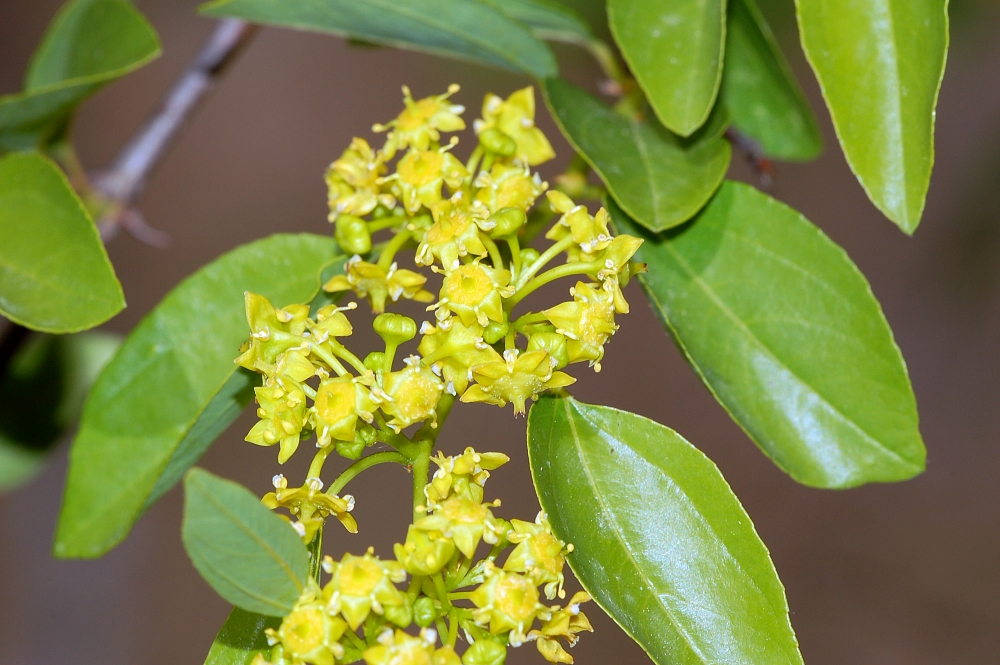
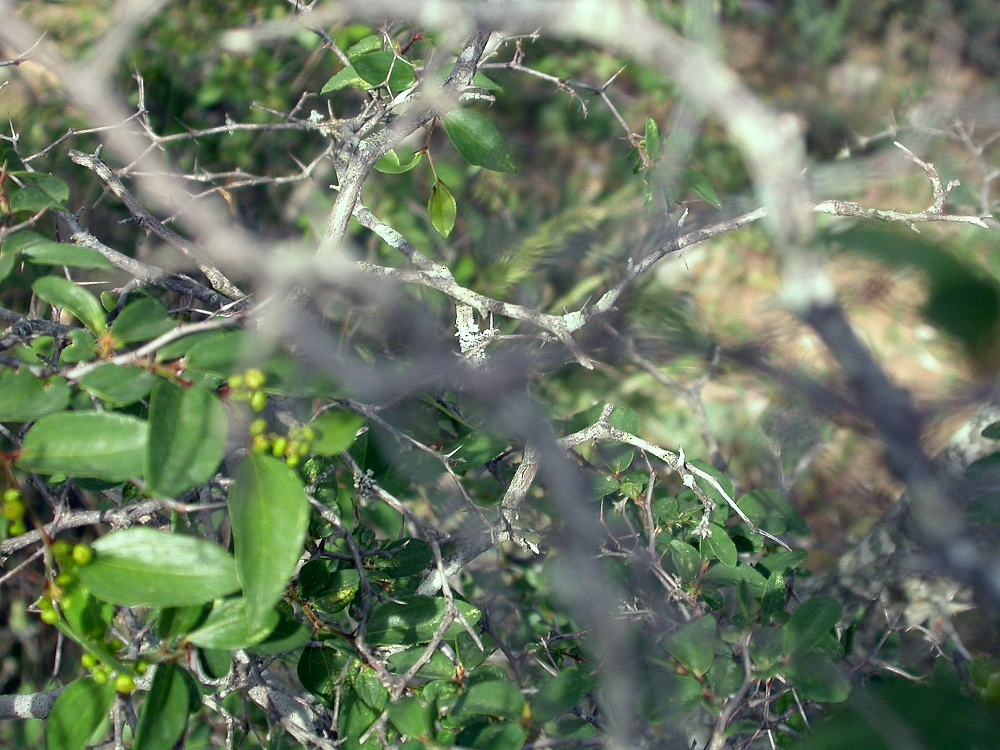
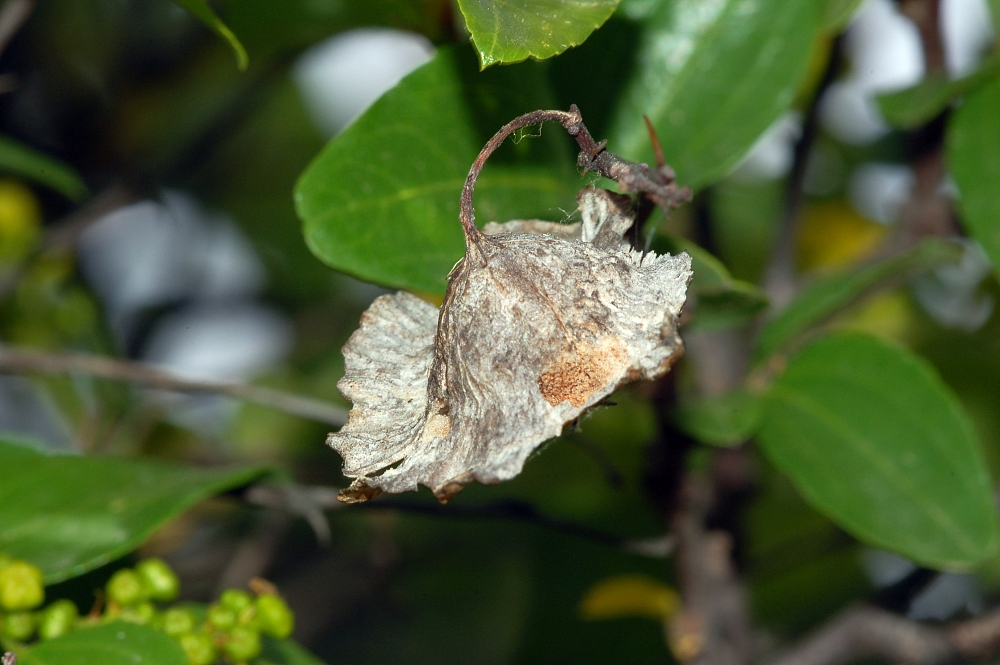
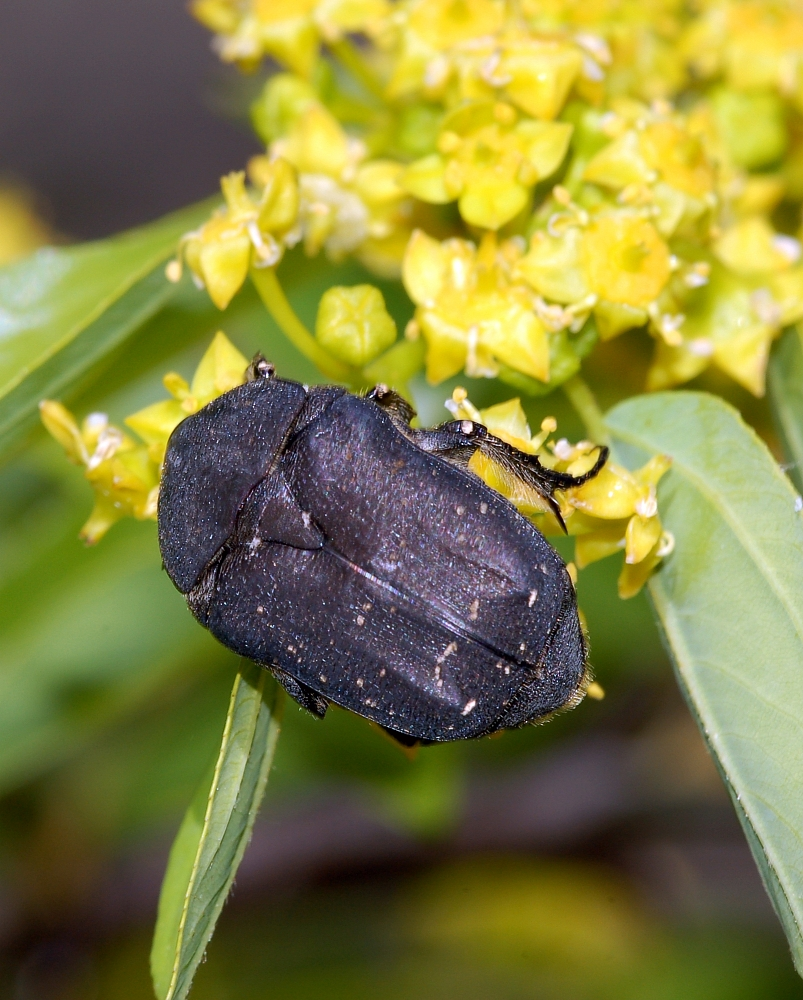
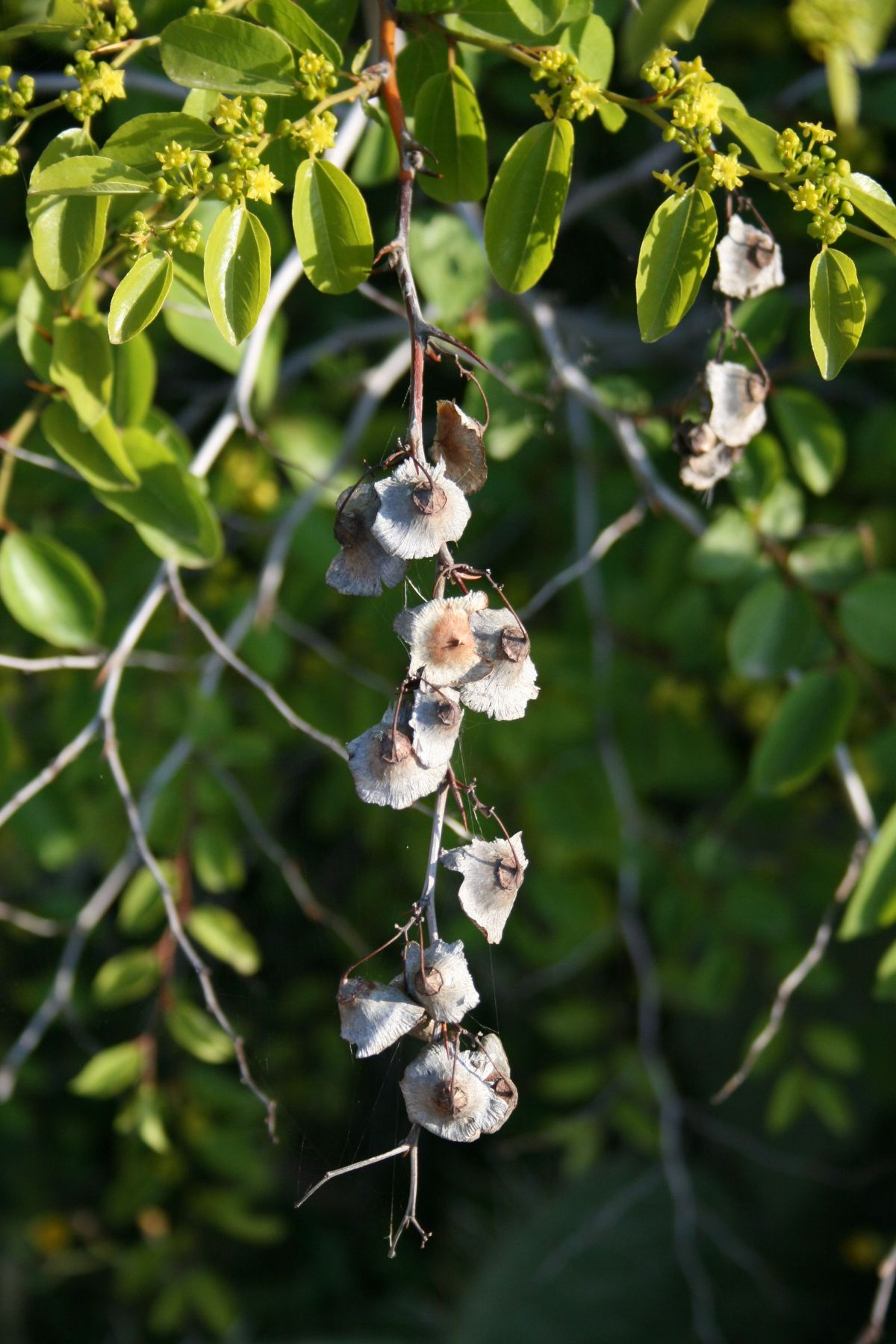
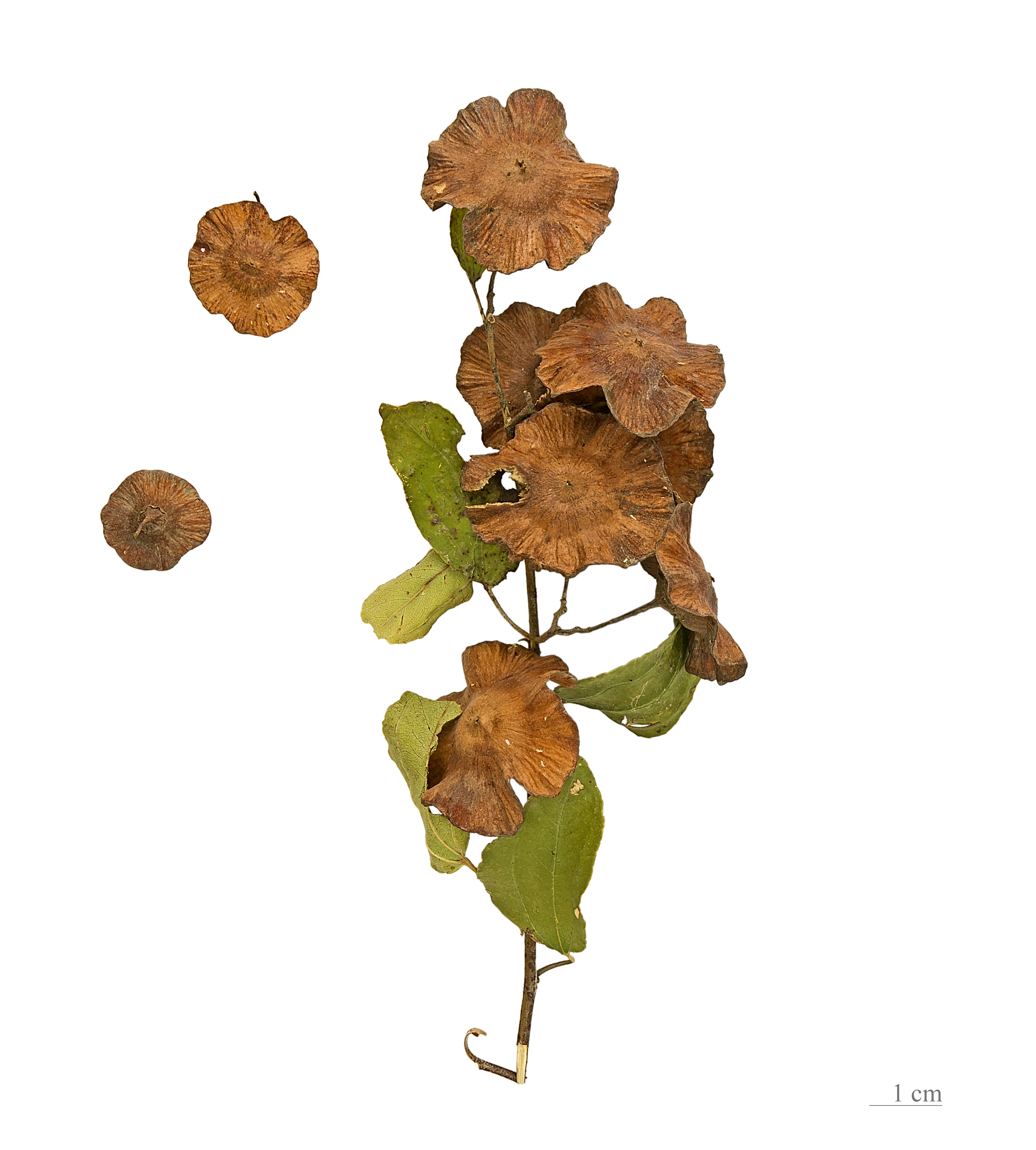